# École supérieure d'art et de design de Valenciennes
L'École supérieure d'art et de design de Valenciennes est une école supérieure d'art française, relevant des collectivités territoriales.
C'est une des plus anciennes écoles d'art publiques françaises, elle a formé 22 artistes lauréats du premier prix de Rome entre 1811 et 1968.

## Histoire

### Fondation

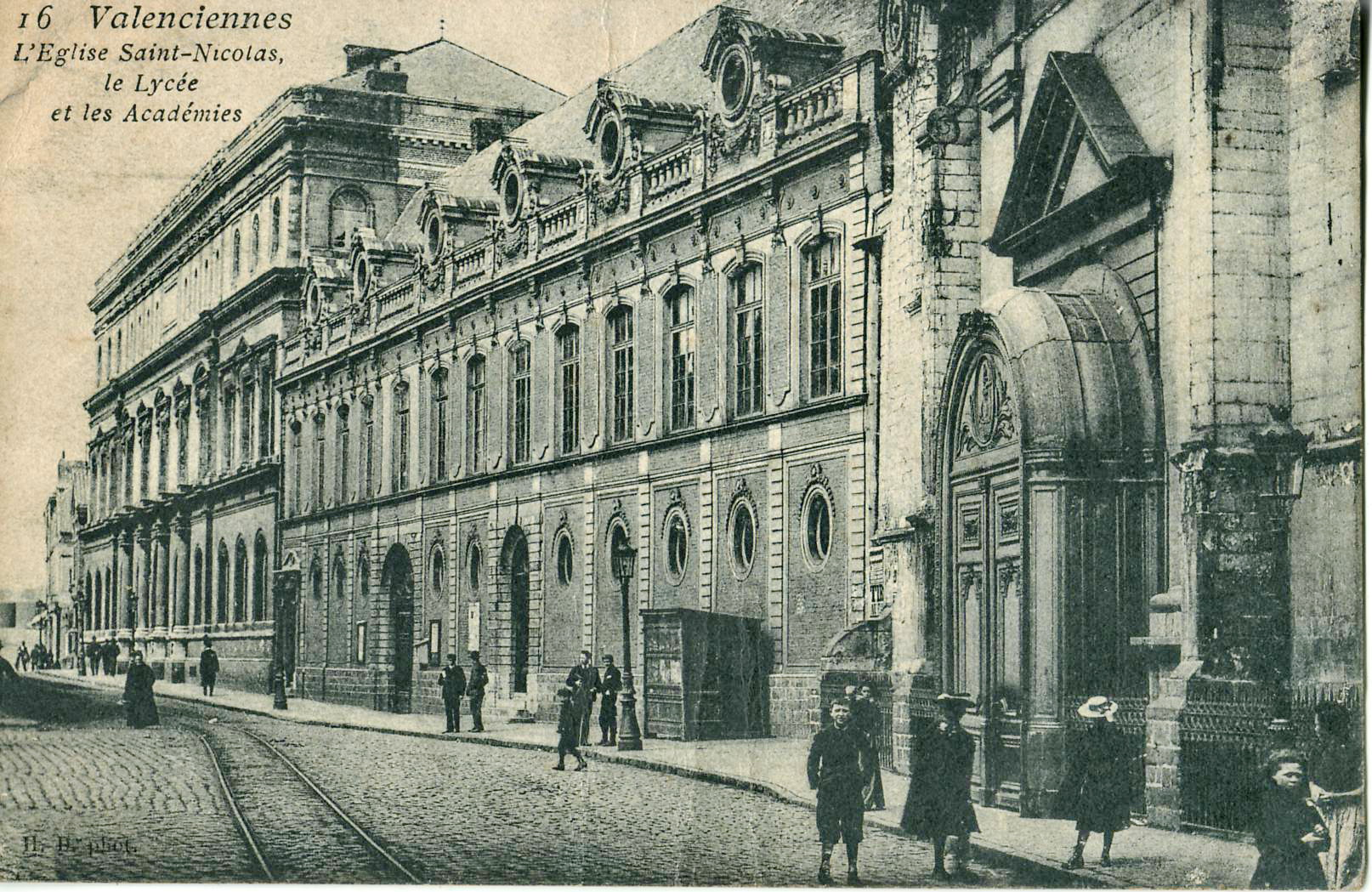
L'ancien bâtiment des Académies des beaux-arts, qui jouxte le lycée, lui-même accolé à l'église Saint-Nicolas.

La création de l'école s'inscrit dans un contexte de vitalité artistique déjà ancien puisqu'une Confrérie de Saint-Luc était établie à Valenciennes depuis 1608, et que de nombreux artistes prestigieux, tel Antoine Watteau, étaient originaires de cette ville que l'on a souvent surnommée «Athènes du Nord».

L'Académie de peinture et de sculpture a été fondée le 9 décembre 1782 par le prévôt Pujol de Mortry. Elle est placée sous la protection de l'académie royale de Paris dès 1783, mais le lien n'est formellement établi par lettres d'affiliation que le 1er mars 1785. Du fait de ce cafouillage administratif, l'Académie de peinture et de sculpture a dû ouvrir avec deux ans de retard sur sa classe de dessin. Contrairement au cas de bien d'autres Académies créées à l'époque, le fondateur de celle-ci, Alexandre-Denis Joseph Pujol de Mortry (1737-1816) n'était pas un artiste local mais un notable amateur d'art. Ancien page à la cour du roi de Pologne puis militaire, il est blessé en 1759 et se retire dans sa ville natale, Valenciennes, où il épouse Marie-Louise de Valicourt (1739-1825) en 1763. Il se passionne alors pour la gravure qu'il pratique en réalisant des estampes d'après les œuvres de son ami Louis Watteau, notamment. Franc-maçon, il se montrera fortement impliqué dans la vie publique de Valenciennes puisqu'il en est le dernier prévôt, de 1782 à 1790, et qu'il y a établi, outre l'Académie, une école de mathématiques en 1782 et une école d’architecture en 1789. Il a aussi fait rebâtir le théâtre de la ville en 1784. Pujol de Mortry est le père du peintre Abel de Pujol, qui a donné à l'école son premier prix de Rome en 1811.
De nombreuses écoles d'art inspirées du modèle parisien ont ouvert à l'époque, mais seules cinq proposaient un enseignement académique complet : Lyon, Dijon, Toulouse, Lille et Valenciennes.

### Une école prestigieuse au cœur de la ville
L'établissement est transformé en école des beaux-arts à la suite de l’ordonnance royale du 4 août 1819. On continuera longtemps à l'appeler « l'Académie », ou plus souvent encore « les Académies de Valenciennes ». Tout au long du XIXe siècle, l'école sera un important foyer de l'art académique français. De très nombreux premiers et seconds prix de Rome en sont issus, et il est souvent arrivé que plusieurs artistes valenciennois se retrouvent en concurrence pour l'obtention d'un prix.
Les peintres et les sculpteurs formés à Valenciennes avaient la réputation de réussir le concours d'entrée des Beaux-Arts de Paris sans devoir passer par des ateliers privés, contrairement à la plupart des autres étudiants.
Les étudiants des Académies de Valenciennes constituent alors un réseau particulièrement soudé, formalisé par des associations telles que l'Union valenciennoise à Paris, fondée en 1875, l'Association des anciens élèves de l'académie, qui organise chaque année des banquets, et enfin la Société des incas, qui organise des fêtes somptueuses dans la ville, comme celle de juin 1866 qui attirera 100 000 spectateurs.
En 1862-1864, l'école se verra construire un bâtiment immense, les écoles académiques, dessiné par Casimir-Joseph Pétiaux (1807-1883), architecte de la Ville de Valenciennes et ancien étudiant de l'école. Depuis leur fondation, les Académies étaient logées dans l'ancien collège jésuite.
L'art est au centre des préoccupations de la bourgeoisie locale qui fait un triomphe aux enfants de la ville qui y reviennent titulaires de prix de Rome, en organisant des cortèges mémorables pour saluer leur succès.

### Évolutions de l'école des Beaux-Arts
Pendant deux siècles, les étudiants qui ont fréquenté l'école y ont appris les techniques traditionnelles de l'art (peinture, sculpture, anatomie), puis celles-ci ont été progressivement complétées par des pratiques telles que l'architecture (1813), la musique (1836), l'ornement (1840), l'art décoratif (1873), la lithographie (1887) et la gravure (1911).
Un cours pour jeunes filles sera ouvert en 1880, avec pour projet de développer une main d'œuvre féminine qualifiée pour des domaines industriels tels que le textile, l'ameublement, la décoration, etc. C'est dans le même esprit que le dessin industriel sera introduit dans l'école en 1883. Cette réforme avait été exigée par l'État qui était alors soucieux de voir les ouvriers être mieux formés au dessin. Cette orientation technique fut très mal accueillie et provoqua la démission de cinq membres de la commission de pilotage de l'école, constituée de conseillers municipaux et d'industriels de la région, qui voyaient la nouvelle direction prise par l'école d'un très mauvais œil, alors même que ses anciens élèves accumulaient les prix de Rome. Comparée aux académies voisines, comme celle de Douai, l'école de Valenciennes avait la réputation, malgré l'origine populaire de ses élèves, d'entretenir un certain élitisme et de disposer d'un budget bien plus confortable, permettant notamment de proposer des salaires presque aussi attractifs que ceux de Paris à ses professeurs. D'autres paramètres entraient sans doute en ligne de compte dans la mauvaise volonté des enseignants à appliquer la réforme, comme leur manque de connaissance des domaines nouveaux qu'ils étaient censés enseigner, ou l'augmentation des frais d'éclairage entraînée par l'accueil en fin de journée d'étudiants-travailleurs, alors même que les finances municipales n'étaient pas au mieux et que la subvention de l'État n'était pas augmentée en conséquence des besoins. L'État abandonnera finalement ses exigences au cours de la première décennie du XXe siècle.

### Aujourd'hui, l’École supérieure d'art et de design (ESAD) de Valenciennes
L'école s'est progressivement ouverte à des pratiques contemporaines comme la photographie, la vidéo ou l'infographie. À partir de 2005, l'école ouvre une option Design d'espace, suite logique de son diplôme national d'arts et techniques « design d'espace » créé en 1993. La même année, l'établissement prend le nom d'École supérieure d’art et de design.
En 2005, l'école connaît un autre bouleversement puisqu'elle quitte son imposant bâtiment historique, situé en centre-ville et désormais dédié au seul conservatoire de musique, pour l'ancien bâtiment des services centraux d'Usinor-Sacilor, aux limites de la commune de Trith-Saint-Léger. Le projet a été mené par l'architecte Louis Paillard. Les inconvénients liés à la situation du lieu sont compensés par une superficie importante :  « Coincés entre deux voies de chemin de fer et surplombés par l'autoroute, les bâtiments postés à l'entrée de l'immense site industriel de Valdunes, aujourd'hui encore utilisé pour la fabrication d'essieux, compensent leur situation par une superficie généreuse de 7 000 m2 pour un établissement destiné à une centaine d'étudiants, des cours d'adultes et d'enfants. ». La fresque de Lucien Jonas qui rendait hommage à l'aventure industrielle des bâtiments a été conservée à son emplacement originel.
Selon Jean-Louis Borloo — à l'époque président de Valenciennes-Métropole — et Patrick Roussiès — délégué à la culture —, ces nouvelles installations sont un investissement pour l'avenir autant qu'un hommage au passé : « C'est à la fois un signe d'espoir, un hommage à une tradition glorieuse, une foi forcenée en l'avenir et un symbole »
L’École Supérieure d’Art et de Design de Valenciennes est aujourd'hui, et depuis 2011, un établissement public de coopération culturelle (EPCC) régi par un conseil d’administration qui réunit les représentants de la Ville de Valenciennes, de Valenciennes Métropole, du ministère de la Culture – DRAC Hauts-de-France et de la Chambre de commerce et d'industrie Grand Hainaut. Depuis le décembre 2021, la présidence du conseil d'administration est confiée à Valérie Beyrouti, adjointe en charge de la Petite enfance.
L'ESAD fait partie du réseau national des Écoles supérieures d’art et de design publiques (ANdÉA) et contribue à la recherche en art et en design avec l’ESAC de Cambrai et l’ESA-Nord Dunkerque-Tourcoing au sein d’une Unité de Recherche commune intitulée « HYPER.LOCAL ». Au niveau régional, l’ESAD de Valenciennes représente l’enseignement supérieur artistique des Hauts-de-France aux côtés de 9 autres établissements publics dont l’offre de formation fait l’objet d'un portail d’information dédié.

### Une fermeture annoncée
À partir de 2012, le mandat du nouveau maire Laurent Degallaix, signe une diminution drastique des financements publics de l'école. Les financements de la ville de Valenciennes, à hauteur de 1,4 million d'euros en 2012, aurait été abaissé à 350 000 en 2022. Les étudiants se mobiliseront à plusieurs reprises pour défendre l'école, mais son instabilité financière la condamne à la fermeture à l'horizon de 2025. 
En mai 2022, le maire de Valenciennes Laurent Degallaix annonce qu’une « direction de transition » sera mise en place, tandis que la directrice, Nawal Bakouri, n’est pas renouvelée dans son mandat initial (depuis 2020). À la demande de l’ensemble de l’équipe, Stéphane Dwernicki (enseignant en design - infographie) est nommé à la direction en novembre 2022. Son mandat se déroulera de janvier 2023 à septembre 2023.  
En janvier 2023, le Ministère de la Culture et le Ministère de l’Enseignement Supérieur et de la Recherche annoncent l’incapacité pour l’école de recruter de nouveaux étudiants à la rentrée 2023, tous niveaux confondus. Les 54 étudiants restants – quatre promotions ; deux en deuxième année et deux en troisième année – pourront néanmoins aller jusqu’à leur diplomation, en juin 2024 pour l’une, en juin 2025 pour l’autre.
Entre mars et avril 2023, les étudiants occuperont l'école jour et nuit en protestation contre la fermeture de l'école.
En octobre 2023, une nouvelle direction est nommée, Nawal Charbonnel, alors directrice du conservatoire Eugène Bozza de Valenciennes, mandat qu’elle conserve simultanément à ses fonctions à l’ESAD Valenciennes.
Entre juin et septembre 2024, trois des quatre membres fondateurs se retirent successivement de l’EPCC ESAD Valenciennes (la CAVM, la Ville de Valenciennes et la CCI Grand-Hainaut), actant définitivement la fermeture administrative l’année suivante, soit au 31 décembre 2025.
A la rentrée 2024, l’ESAD Valenciennes compte 19 étudiants (13 en option Design, 6 en option Art), 13 enseignants de l’équipe pédagogique et 10 membres de l’équipe support (1 bibliothécaire, 3 adjoints techniques d’assistance pédagogique, 3 agents administratifs et 3 agents techniques).
La fermeture dite « pédagogique » est annoncée pour le 27 juin 2025, à l’issue des derniers diplômes,. Lors de sa fermeture, l'avenir des locaux n'était pas encore défini.

## Enseignements dispensés
L'école propose deux options à ses étudiants : Art et Design. Chacun de ces cursus est sanctionné par un diplôme de premier cycle (Bac+3 : diplôme national d'arts plastiques) et un diplôme de second cycle (Bac+5 : diplôme national supérieur d'expression plastique, ayant grade de master). Comme toutes les écoles supérieures d'art publiques territoriales, ses programmes sont placés sous la tutelle du ministère de la Culture et sous le contrôle du Haut Conseil de l'évaluation de la recherche et de l'enseignement supérieur, qui procède à des évaluations régulières.

## Anciens professeurs
Le juge désigné pour le concours de recrutement des premiers professeurs est Louis Watteau, dit Watteau de Lille, neveu d'Antoine Watteau, qui participera également au recrutement des premiers élèves de l'Académie. 
Les deux premiers professeurs désignés sont Jacques-François Momal (1754-1832), pour la peinture, et Jean-Baptiste-Antoine Cadet de Beaupré (1758-1823), pour la sculpture.
La section d'architecture fut mise en place par Aubert Parent (1753-1835), son premier successeur, dès 1833, fut Jean-Baptiste Bernard (1801-1856). Casimir-Joseph Pétiaux (1807-1893) lui succède de 1856 à 1866. Émile Dusart (1827-1900) est professeur d'architecture de 1866 à 1896, son fils Paul Dusart (1865-1933) le remplace jusqu'en 1914. À partir de 1921, Henri Armbruster devient professeur d'architecture.
- Philippe Bazin
- Julien Potier
- Aubert Parent
- René Fache, il a dirigé l'école pendant 35 ans.
- René Leleu
- Henri Derycke
- Charles-Gustave Housez
- Joseph-Fortuné-Séraphin Layraud, de 1892 à 1913[18].
- Adolphe Crauk  (1866–1945), enseigne la gravure de 1921 à 1934.
- Alfred-Alphonse Bottiau, ancien élève de l'école, il en sera directeur entre 1946 et 1951.
- Jules France (1920-1995), fils de Lucien Jonas, prix de Rome en gravures et médailles en 1948, ancien directeur de l'école.
- Jacques Derrey (1907-1975), professeur de 1952 à 1956.

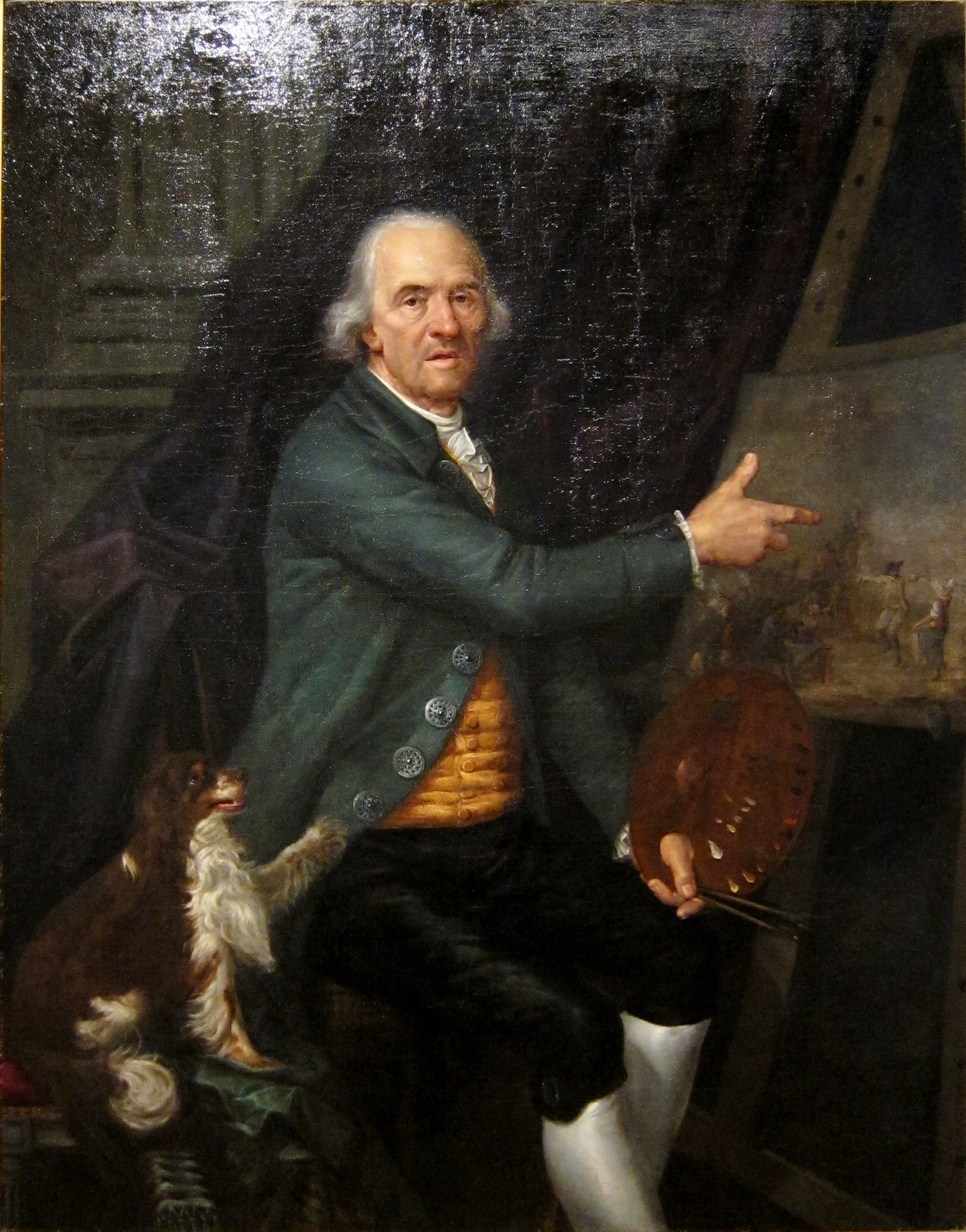
Henri A. C. de Mailly, Portrait de Louis Watteau (1798), Lille, hospice Comtesse.
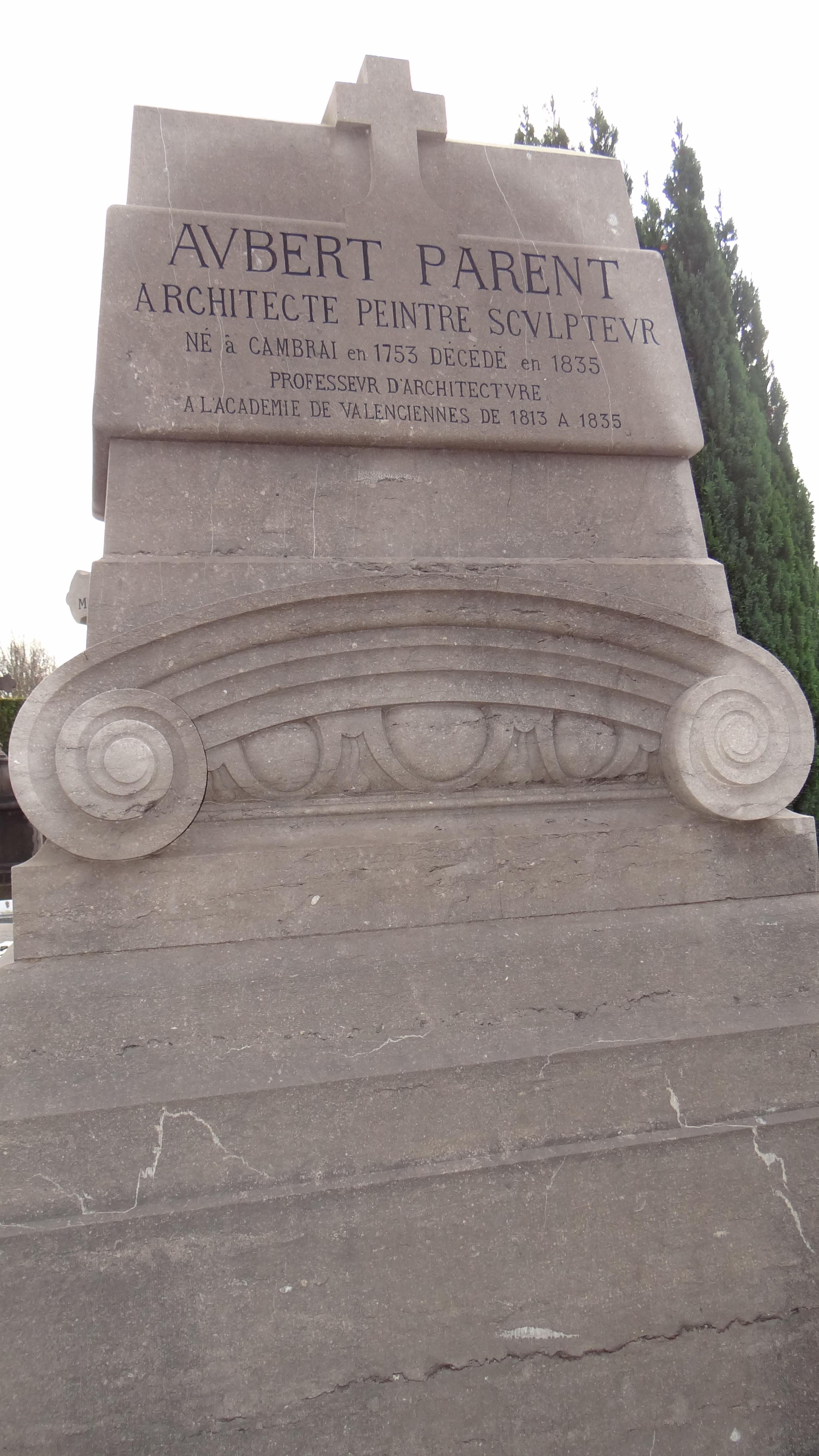
Monument funéraire d'Aubert Parent, cimetière de Valenciennes, cimetière Saint-Roch.

## Élèves notables
- Henri Armbruster
- Louis Auvray
- Félix Auvray
- Jules Batigny
- Aimé Blaise
- Alfred-Alphonse Bottiau
- Henri Marcellin Auguste Bougenier
- Lucien Brasseur
- Jean-Baptiste Carpeaux
- Bruno Chérier[19]
- Alphonse Chigot
- Henri Coroënne
- Charles Crauk
- Gustave Crauk
- Eugène Damas
- Pierre-Victor Dautel
- Émile Dusart
- Paul Dusart
- Louis Dutouquet
- Léon Fagel
- Laurent Fortier
- Georges Forest, architecte[20]
- Henri Gauquié
- Edmond Guillaume
- Ernest-Eugène Hiolle
- Lucien Jonas
- Paul Lemagny
- Edmond Lemaire
- Henri Lemaire[21]
- Jules Henri Lengrand
- Antoine Loignon
- Nelly Marez-Darley
- René Mirland
- Constant Moyaux
- Paul-Franz Namur
- Henri Parent
- Casimir-Joseph Pétiaux
- Abel de Pujol
- Louis Rossy
- Maurice Ruffin (1880-1966)
- Édouard Sain
- André Augustin Sallé
- Henri Sirot
- Corneille Theunissen
- Paul Theunissen
- Alphonse Camille Terroir
- Pierre Dubois

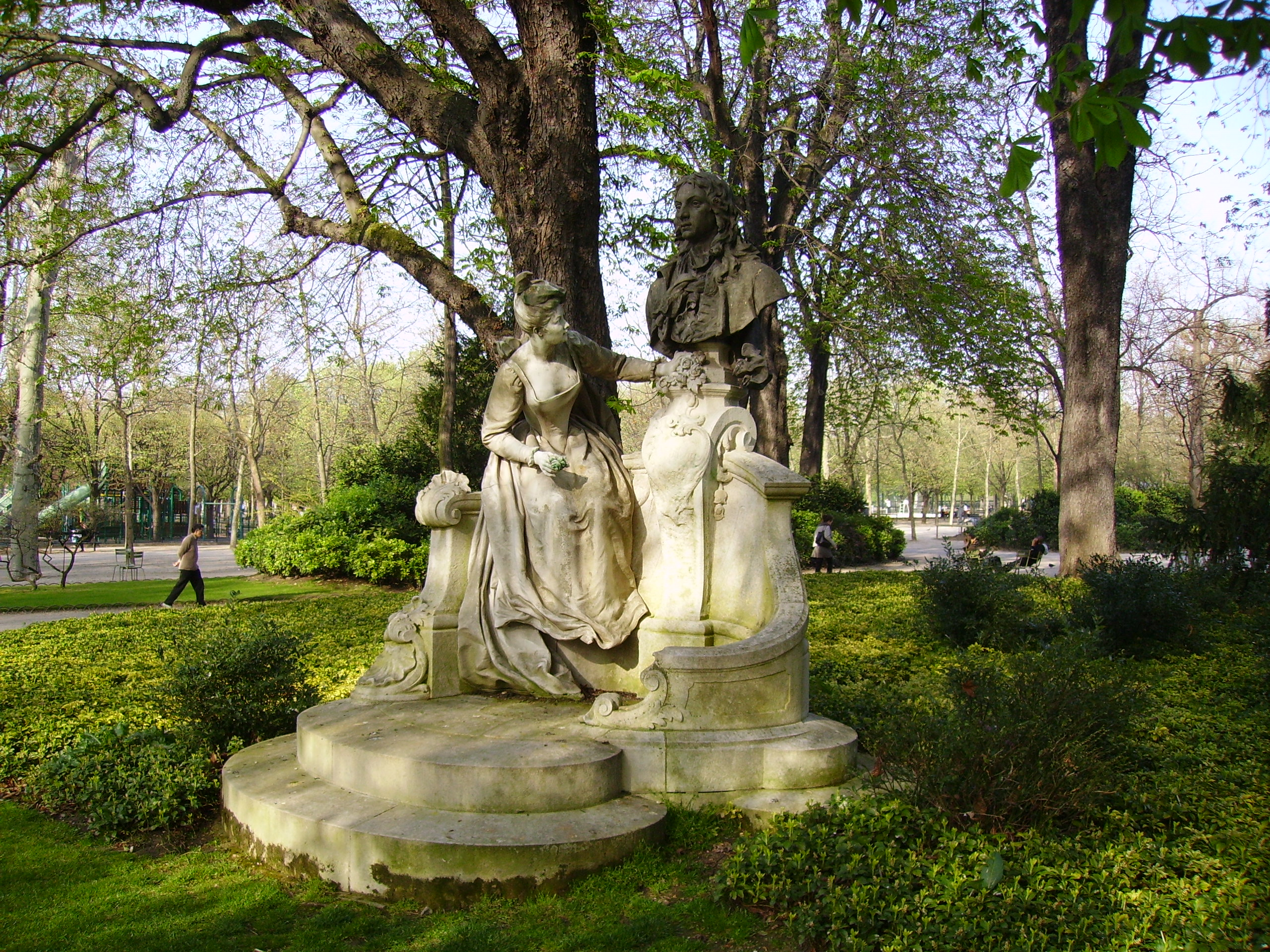
Henri Gauquié, Monument à Antoine Watteau (1896), Paris, jardin du Luxembourg.
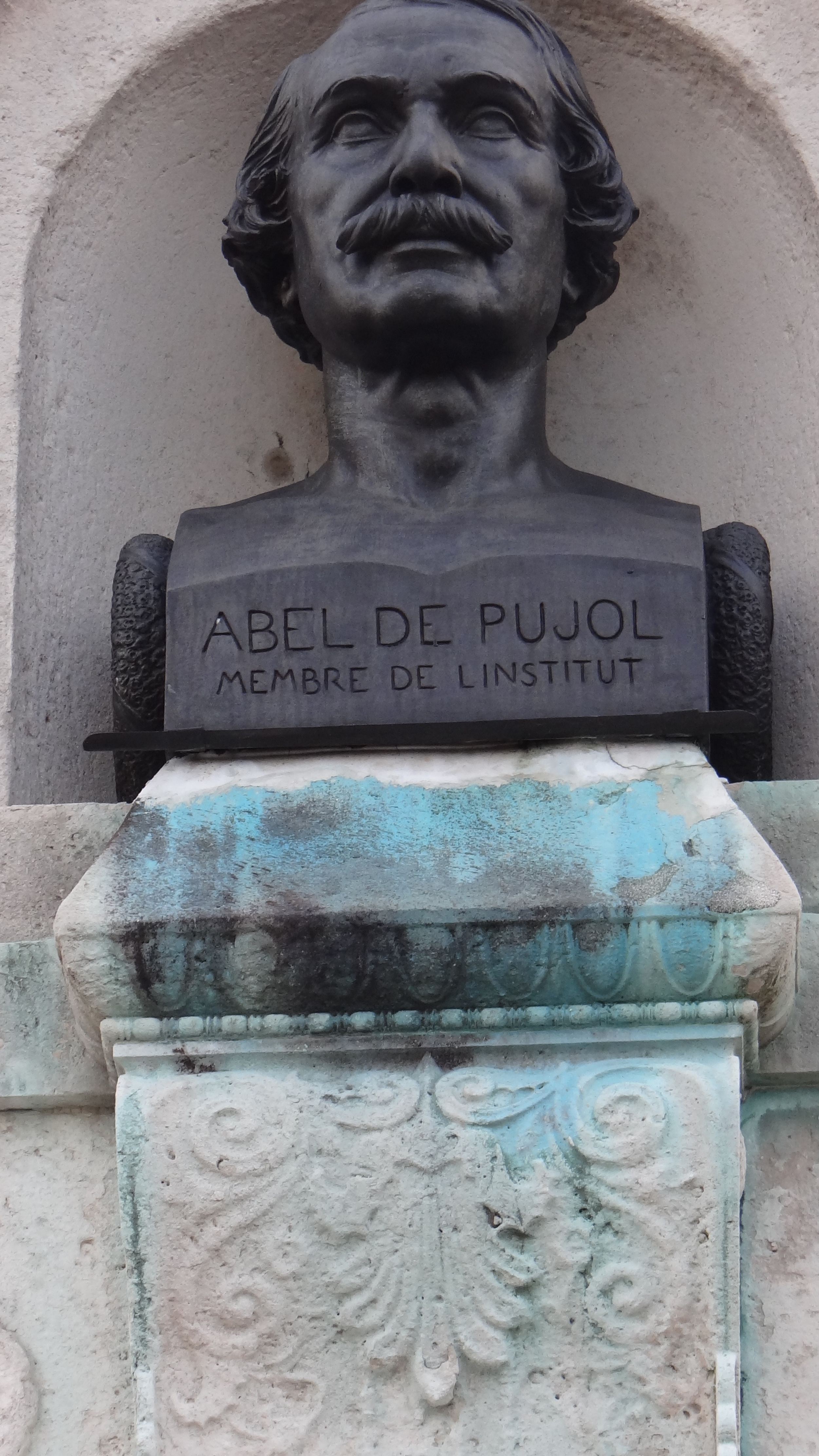
Gustave Crauk, Monument à Abel de Pujol (1865), Valenciennes, cimetière Saint-Roch.
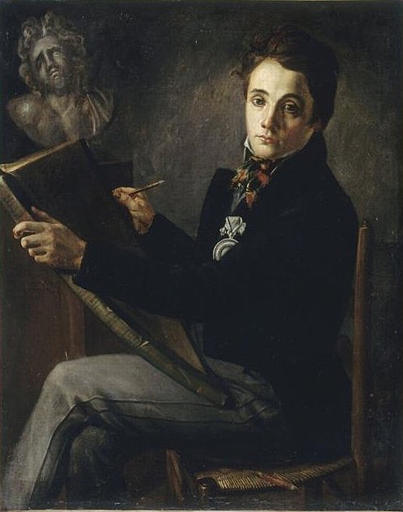
Félix Auvray, Portrait d'Henri Lemaire (1818), musée des Beaux-Arts de Valenciennes.
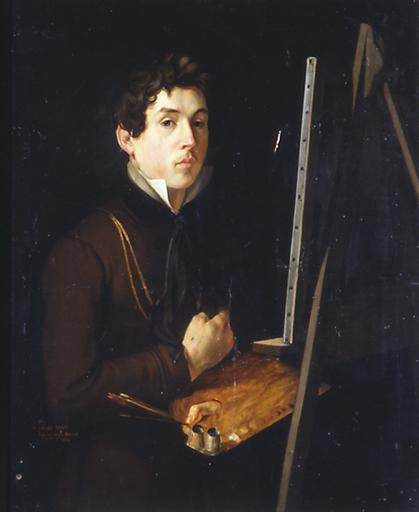
Félix Auvray, Autoportrait (1819), musée des Beaux-Arts de Valenciennes.
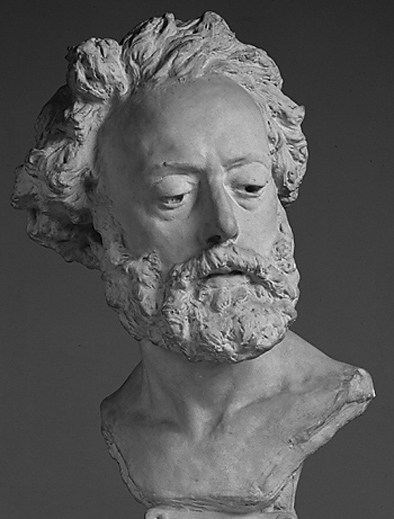
Jean-Baptiste Carpeaux, Buste de Bruno Chérier (1874), musée des Beaux-Arts de Valenciennes.
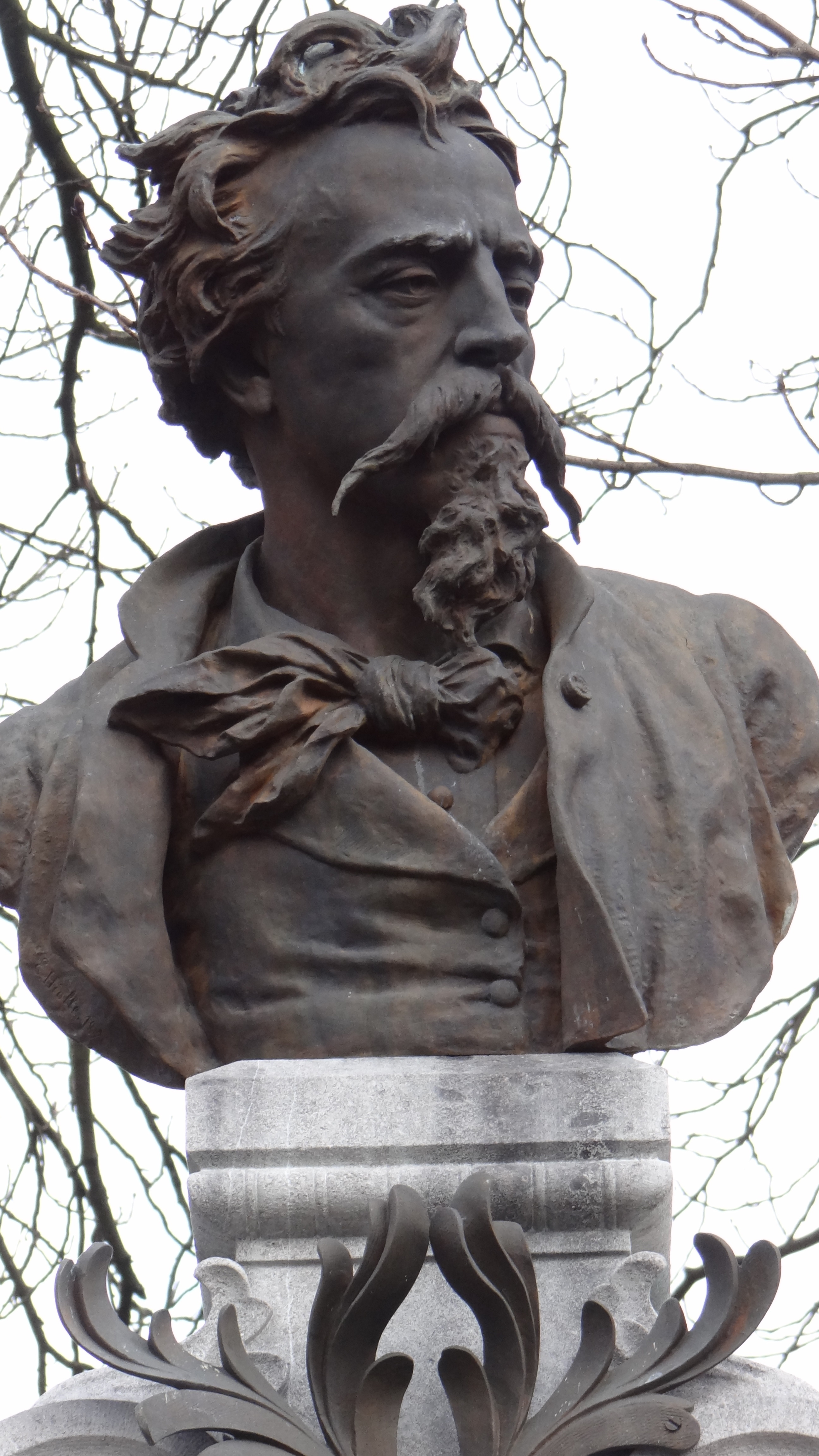
Ernest Hiolle, Buste de Jean-Baptiste Carpeaux, Valenciennes, cimetière Saint-Roch.
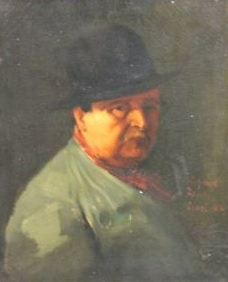
G. Gellez d'après Jean-Baptiste Carpeaux, Portrait de Louis Rossy (1889), musée des Beaux-Arts de Valenciennes.
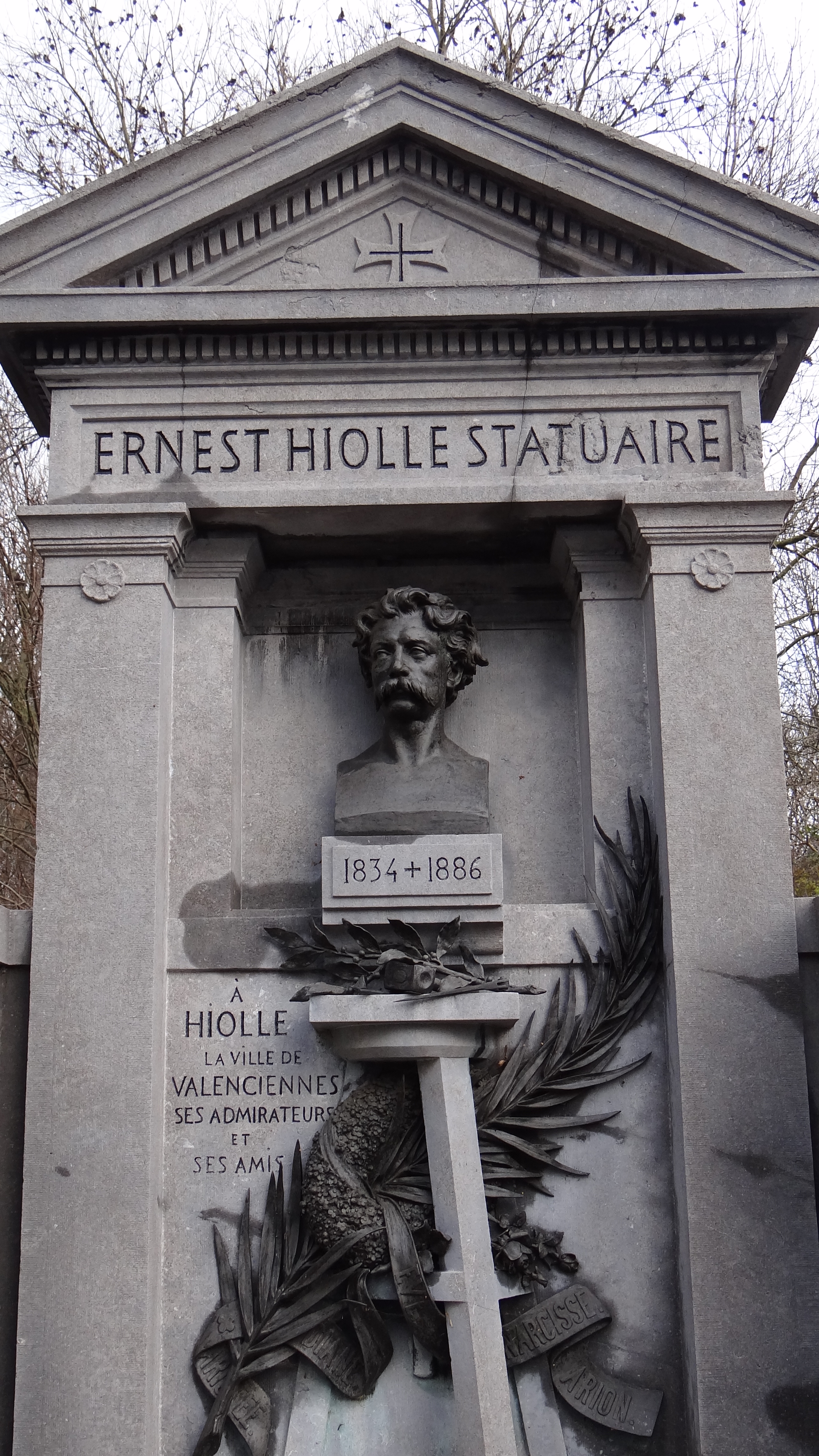
Maximilien Hiolle, Monument à Ernest Hiolle (vers 1886), Valenciennes, cimetière Saint-Roch.